# Rebelión simba
La rebelión simba fue una revuelta que estalló en 1964 en el Congo-Léopoldville (en la moderna República Democrática del Congo). Se inició a raíz de presuntos abusos del gobierno central congoleño. Formó parte de la turbulenta historia del país en la primera mitad de la década de 1960. La rebelión se localizó en el este del país y fue dirigida por los seguidores de Patrice Lumumba, que había sido derrocado del poder en 1960 por Joseph Kasa-Vubu y Joseph-Désiré Mobutu, y posteriormente asesinado en enero de 1961 en Katanga. La rebelión fue contemporánea de la rebelión de Kwilu, encabezada por Pierre Mulele, en el Congo central.
Los rebeldes Simba tuvieron éxito inicialmente y capturaron gran parte del Congo oriental, donde proclamaron una "república popular" en Stanleyville. Sin embargo, los insurgentes sufrieron una falta de organización y coordinación y surgieron tensiones entre los dirigentes rebeldes y sus aliados internacionales del Bloque del Este. Cuando el gobierno congoleño lanzó varias contraofensivas importantes a  finales de 1964, encabezadas por experimentados mercenarios y respaldadas por las potencias occidentales, los rebeldes sufrieron varias derrotas importantes y se desintegraron. En noviembre de 1965, la rebelión de Simba fue definitivamente derrotada, aunque las resistencias de los rebeldes continuaron su insurgencia hasta la década de 1990. 

## Simbas
Los rebeldes fueron dirigidos por Gastón Soumialot y Christophe Gbenye junto con Pierre Mulele, que habían sido miembros del radical Parti Solidaire Africain (PSA) de Antoine Gizenga, antes de la independencia. Los líderes rebeldes eran políticamente izquierdistas. La mayoría de sus combatientes eran hombres jóvenes, de la provincia de Kivu, que esperaban que la rebelión le proporcionara oportunidades que el gobierno no les había dado. Los Simba utilizaban la magia para iniciar a miembros y seguían un código moral, gracias a la magia ellos creían que podían convertirse en invulnerables a las balas. Los militantes de inspiración maoísta se llamaban "Simbas".

## Combates iniciales

### Rehenes
Los rebeldes comenzaron a tomar rehenes de la población blanca local en las zonas bajo su control. Varios cientos de rehenes fueron llevados a Stanleyville y puestos bajo custodia en el Hotel Victoria.[cita requerida] Un grupo de monjas belgas e italianas, tomadas como rehenes por el líder rebelde, Gaston Soumaliot,  lo cual fue condenado por las Naciones Unidas. El 7 de octubre de 1965 las monjas fueron liberadas en Uvira, escaparon por la carretera a Bukavu desde donde regresaron a Bélgica por avión. La ciudad de Uvira, fronteriza con Burundi, fue la principal ruta de abastecimiento de los rebeldes.

## Retroceso de simba
Cuando Simba estaba a punto de caer, la Unión Soviética y Cuba tomaron un papel activo en el conflicto, con el envío de camiones de suministros y armamento a los rebeldes. Junto al material remitido, viajaron al menos 200 asesores militares soviéticos y cubanos, entre los que se encontraba el Che Guevara. Los asesores soviéticos intentaron convertir el ejército Simba en una fuerza de combate de estilo occidental, basada en escuadrones de tiradores apoyando a un equipo de ametralladoras. Las reformas se llevaron a cabo rápidamente, y a finales de 1964 la Simba había adquirido cierto grado de modernidad, en vez de cuadrillas sueltas de hombres armados con cualquier cosa disponible.
La ayuda de la Unión Soviética fue recibida con los brazos abiertos por parte de Simba. Con esta ayuda, realizó un ataque final contra la capital del gobierno, Kinshasa. El avance tuvo varios progresos, pero fue detenido cuando varios cientos de mercenarios fueron aerotransportados hacia el norte y realizaron un ataque en pinza. Los mercenarios lograron la captura de la ciudad clave de Boende. Después de este éxito, los mercenarios fueron distribuidos a cada provincia en el Congo. 
Una vez que se verificaron las ofensivas finales de Simba, el ANC comenzó a introducirse en territorios de Simba. Comandantes del ANC forman un perímetro suelto alrededor del territorio de Simba, empujando con una variedad de ataques. Los mercenarios formados por fuerzas de nacionalidad Alemania, Francia, Reino Unido, Italia, Bélgica y Angola todos pagados con oro o con la promesa de tierras, formaron rápidamente un contingente de choque a las fuerzas de la ANC. El CNA utilizó una movilidad aérea para el transporte de mercenarios a hotspots o fortalezas de Simba. Las fuerzas mercenarias se convirtieron en expertos en el uso de ametralladoras para desbordar y reducir las posiciones de Simba. Hacia el verano de 1965, Simba había perdido la mayoría de su territorio y fueron abandonados por los soviéticos y los cubanos. El último baluarte de Simba era Bukavu que logró ser conservado en un principio, terminó siendo capturado después de que Simba matara a varios miles de civiles y saqueado la ciudad.

### Operación Dragón Rouge

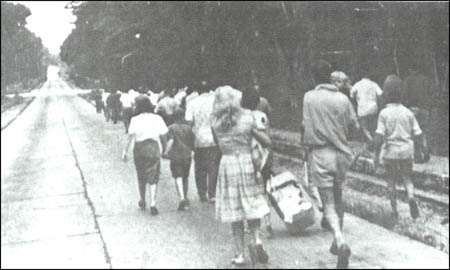
Refugiados huyendo hacia los puestos de evacuación.

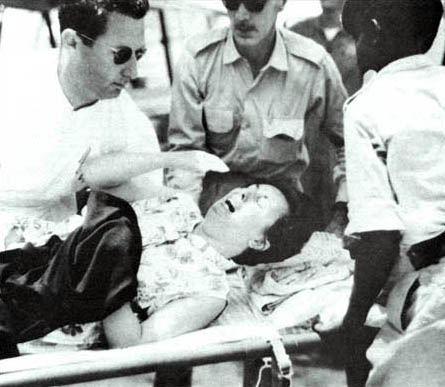
Una rehén histérica en una camilla justo antes de ser subida a un avión.

El Gobierno congoleño se dirigió a Bélgica y a Estados Unidos para solicitar ayuda. En respuesta, el ejército belga envió un destacamento a Léopoldville, y la división 322A de la Fuerza Aérea de Estados Unidos. Washington y Bruselas intentaron llegar a un plan de rescate. Varias ideas fueron consideradas y descartadas, mientras que los intentos de negociación con Simba no se lograron.
El grupo de trabajo fue encabezado por el coronel belga, Charles Laurent. El 24 de noviembre de 1965, cinco transportes C-130 de la fuerza aérea belga desplegaron a 350 paracaidistas belgas, que tenían órdenes de tomar el aeropuerto Simi Simi en las cercanías occidentales de Stanleyville. Una vez que los paracaidistas habían asegurado el campo de aviación y despejaron las pistas, se dirigieron al Hotel Victoria, los soldados mataron a 60 miembros de Simba, algunos de los rehenes habían sido evacuados por el campo de aviación. 
 
Dos misiones fueron realizadas, una en Stanleyville señalada como Red Dragon (Dragón Rojo) y otro sobre Paulis llamada Black Dragon (dragón negro) a este conjunto de misiones se les llamó Rouge Dragon. En los siguientes dos días más de 1.800 estadounidenses y europeos fueron evacuados así como unos 400 congoleses. Casi 200 extranjeros y miles de congoleños fueron ejecutados por el Simba. 
La operación coincidió con la llegada de unidades mercenarias del ejército del Congo a Stanleyville, la ciudad fue rápidamente capturada. Hacia finales del año los congoleños lograron destruir los últimos puntos de rebelión.

## Tras la guerra
A pesar del éxito de la incursión, el prestigio de Tshombe fue dañado por la operación que se hizo en conjunto con Bélgica y los Estados Unidos la operación fue considerada como casi un fracaso, se dijo que la operación se logró gracias a la llegada de los mercenarios congoleños.